# Gębice, Lubusz
Gębice (germană Amtitz, în limba sorabă: Homśica) este un sat din Polonia, situat în Voievodatul Lubusz, în județul Krosno, aproape de Gubin, situat pe râul Lubsza în Lusatia de Jos. În anii 1975-1998 localitatea aparținea administrativ de provincia Zielona Gora. Prima mențiune documentară a satului datează din anul 1357, moment în care el avea numele de Ompticz, în 1449 - Ampticz, iar în 1527 - Amtitz. În anul 1463 satul a devenit proprietatea familiei nobiliare Zeschau. Împăratul Rudolf al II-lea ca ultim descendent al familiei a vândut satul lui Zaharia von Grünberg. Mai târziu familia Loben va deveni unic proprietar. Satul este format în mare parte din clădiri construite în a doua jumătate a secolului al XIX-lea.

## Monumente
Conform Registrului de la Institutul Național al Patrimoniului există înscrise:
- Biserica Luterană în ruine, stil gotic, datând din secolul al XV-lea. Pe partea stanga a altarului a fost intrarea în vechea criptă , în timp ce pe partea dreapta a altarului a fost trecerea la noul seif, care este construit în 1921, de soția prințului, Margareta.[3]
- cimitir
- castel, de la al XVI-lea până în secolul al XVIII-lea
- Castelul Ducilor de Schönaich a doua jumătate a secolului al XVI-lea, rămâne a parcului de pe Lubsza, ars în 1945
- dependință
- poartă

Alte obiective turistice:
- aproximativ 20 de case din secolul al XIX-lea

## Referințe

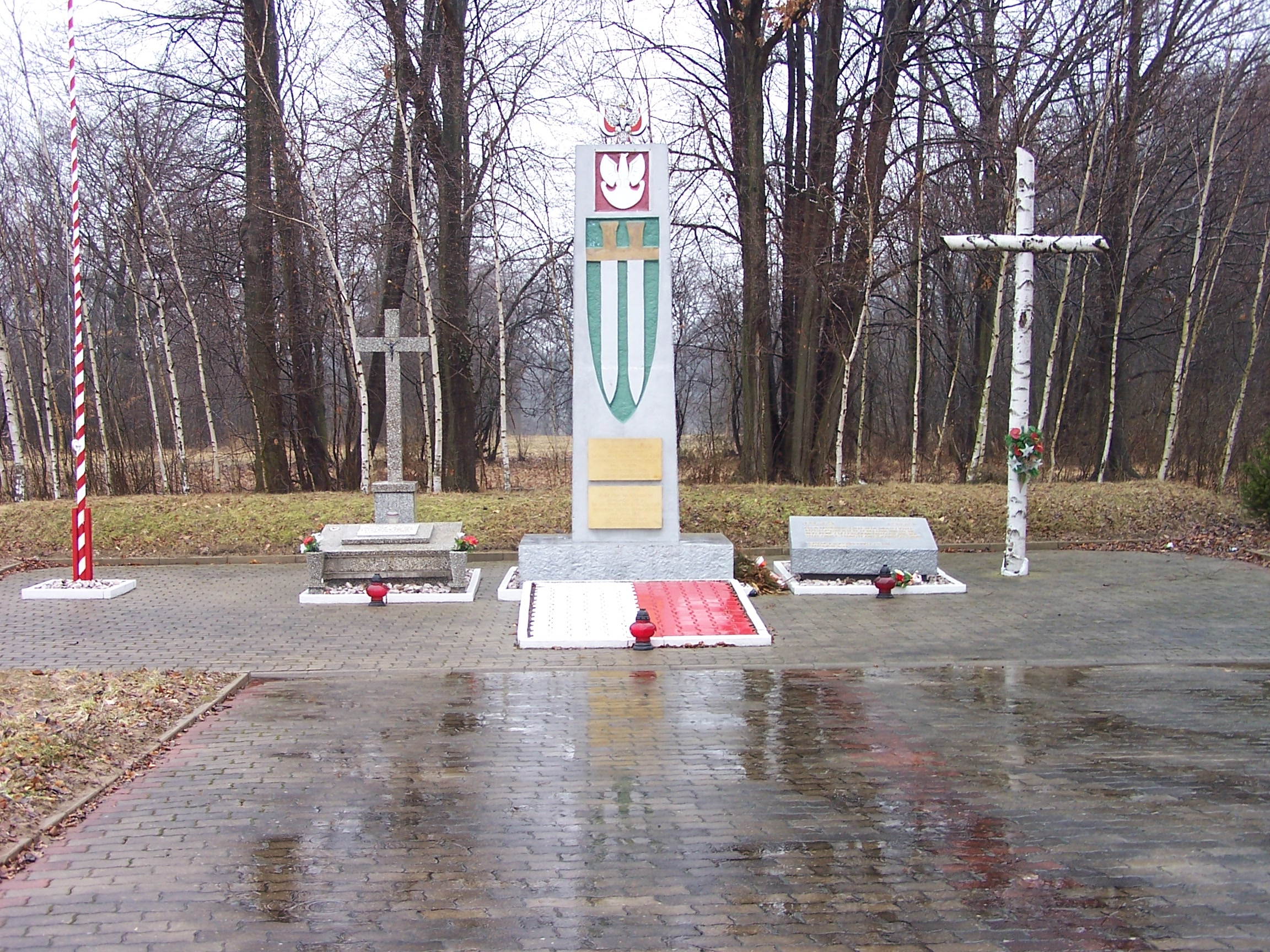
Monumentul victimelor din lagărul de la Gębice